# Paul Schnoeck
Paul Schnoeck (* 19. Dezember 1901 in Düsseldorf; † unbekannt) war ein französischer Fußballspieler deutscher Herkunft.

## Karriere

### Erste Jahre im französischen Fußball (1926–1932)
Der Abwehrspieler Schnoeck kam 1926 zum südfranzösischen Verein Olympique Marseille, der trotz des Fehlens einer landesweiten Liga zu den Spitzenmannschaften in Frankreich zählte. Dies zeigte sich insbesondere im nationalen Pokalwettbewerb, der von Olympique bereits in den Vorjahren zwei Mal gewonnen worden war. Unter der Mitwirkung des deutschstämmigen Spielers gelang auch der Einzug ins Pokalendspiel 1927. Schnoeck stand in der Finalbegegnung gegen die US Quevilly auf dem Platz und konnte durch ein 3:0 seiner Mannschaft den Gewinn dieses Titels für sich verbuchen. 1928 wechselte er zum FC Mulhouse aus dem an der deutschen Grenze gelegenen Elsass. Diesem Klub blieb über einen Zeitraum von vier Jahren treu. Mit Mulhouse erreichte er die Qualifikation zur Division 1, die 1932 als landesweite höchste Spielklasse eingeführt wurde und den Profifußball in Frankreich einführte.

### Profi in Frankreich (1932–1935)
Zwar hatte er sich mit Mulhouse einen Platz für die neue erste Liga erkämpft, allerdings wechselte er vor deren Start den Verein und kehrte zu Olympique Marseille zurück. Auch die Südfranzosen gehörten der Spielklasse an und Schnoeck konnte gleich am ersten Spieltag in dieser debütierten, als er am 11. September 1932 bei einem 2:1-Sieg gegen Olympique Lille aufgeboten wurde. In der nachfolgenden Zeit nahm er einen Stammplatz ein und verpasste mit seinen Mannschaftskollegen nur knapp den Einzug ins Meisterschaftsfinale, welches nur im Gründungsjahr der Liga ausgetragen wurde. Im Sommer 1933 verließ er den Verein und fand im Ligarivalen SC Nîmes einen neuen Arbeitgeber. Seiner letzten Station im Profifußball blieb er anschließend bis 1935 treu.